# Journal of Experimental Psychopathology
Das Journal of Experimental Psychopathology ist eine begutachtete Open-Access-Zeitschrift, die das Feld der Psychopathologie abdeckt. Der Fokus liegt auf experimenteller Forschung, allerdings werden auch andere empirische Zugänge (beispielsweise korrelative Designs), Meta-Analysen und Literaturreviews veröffentlicht. Die Zeitschrift wurde 2010 gegründet und 2018 mit der wissenschaftlichen Fachzeitschrift Psychopathology Review verschmolzen. Das Journal of Experimental Psychopathology wird von SAGE Publications veröffentlicht.
Die Zeitschrift wies 2020 laut dem  Journal Citation Reports in einer Zweijahresspanne einen Impact Factor von 1,34 auf und belegte damit im Bereich Klinische Psychologie Platz 89 von 131.